# Tierra de color
Las tierras de colores son determinados minerales o tierras que, una vez aglutinados, son usados en la pintura, como pigmentos para obtener diversos colores. Las tierras de color son un tipo de pigmento natural.
El uso de tierras de colores se inició en la pintura prehistórica, tuvo un gran impulso en la pintura del antiguo Egipto y constituye una de les bases para hacer colores hasta el advenimiento de la Revolución Industrial. Otras bases son los pigmentos de origen vegetal o animal.
Las tierras de colores son tierras naturales sin manipulaciones o con manipulaciones mínimas como el secado para eliminar la humedad o el triturado para deshacer los grumos y obtener una textura pulverulenta. No deben confundirse con los colores o pigmentos en polvo llamados "tierras", los cuales son, juntamente con los aglutinantes, uno de los ingredientes de los colores modernos para pintar.

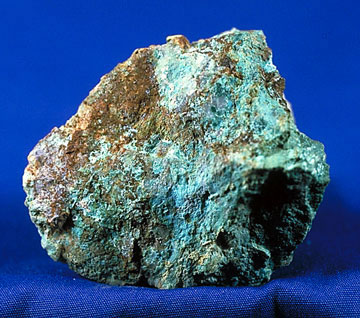
Malaquita.

Los nombres de los colores de la gama de los amarillos y ocres como el siena natural o el siena tostada (conocidos también como: tierra siena natural o tierra siena tostada ), hacen referencia a las tierras de la Toscana, en el entorno de la ciudad de Siena que fueron usadas para obtener pigmentos que según el contenido de óxidos de hierro proporcionaban uno u otro color. La escuela sienesa de pintura, durante el Trecento difundió el uso y popularidad de estos pigmentos y colores.
Las tierras de colores más conocidas y usadas en la Historia de la pintura, automóvil, lacas cosméticas, electrodomésticos, plásticos, imprenta y cuero sintético. además de las ya citadas sienas son las siguientes:
- El cinabrio del que se hacía uso para el color rojo.
- La malaquita que proporcionaba el color verde.
- La azurita que, como sugiere su nombre, daba el color azul.
- El rejalgar, que es un sulfuro de arsénico natural muy venenoso, del cual se hacía el color anaranjado.
- El yeso, para el color blanco.